# Web profund
El web profund (en anglès deep web) és tot aquell contingut de la xarxa que no forma part del Web de superfície, és a dir, de les pàgines que poden ser indexades pels motors de cerca de la xarxa. Inclou xarxes corporatives i empresarials, bancàries, estatals, llocs web de pagament, etc., a les que normalment s'hi pot accedir només mitjançant un codi o contrasenya. També inclou la part anònima d'internet, conegut com a Web fosc o Darknet.

## Concepte
Michael Bergman va ser la primera persona a referir-se al terme deep web. A l'inici, però, ho va fer amb el concepte Internet invisible. El 2001, va publicar un article Web Profund: descobrint un valor amagat, on explicava el significat del terme i n'exposava algunes característiques:
- Aleshores, el contingut del web profund era d'entre 400 i 550 vegades més gran que la web superficial.
- 60 dels portals més grans del web profund contenen, en conjunt, al voltant de 750 terabytes d'informació, suficients per a superar la mida de la web superficial en 40 vegades.
- El contingut del web profund és rellevant pel que fa a les necessitats d'informació, mercat i domini d'Internet.

## Causes
No hi ha una xifra exacta de tota la informació que hi ha darrere la xarxa, però es creu que és 500 vegades superior a la que hi ha per davant, i a la qual tenim accés. Alguns dels motius pels quals el cercadors no són capaços d'indexar la informació de el web profund són:
- Documents en formats no indexables.
- Enciclopèdies, diccionaris o revistes en què per a accedir a la informació es necessita estar registrat a la base de dades, com per exemple, la de la RAE.[5]
- Web contextual: el contingut d'aquestes pàgines depèn del context, per exemple, l'adreça IP o la seqüència de navegació.
- Contingut dinàmic: aquelles pàgines que apareixen com a resposta a determinats paràmetres, com enquestes i formularis, o es generen en consultar una base de dades.
- Contingut d'accés limitat o privat: pàgines que limiten el seu contingut a través de CAPTCHA o que requereixen contrasenya.
- Contingut no HTML: contingut textual codificat en arxius multimèdia no suportats pels motors de cerca.
- Software: contingut intencionadament amagat de la web superficial, només accessible a través de programes especials, com TOR o I2P.
- Pàgines no enllaçades: com que no tenen enllaços des d'altres pàgines, impedeix que els web crawlers hi accedeixin.
- Pàgines arxivades: aquelles que s'han tornat inaccessibles amb el temps, com per exemple les antigues versions de Youtube o Google, però que han estat emmagatzemades.

El contingut de la web profunda inclou recursos molt comuns com ara el correu electrònic, bancs en línia i els serveis que els usuaris han de pagar i que estan protegits per un paywall, com els vídeos sota demanda (per exemple Netflix, Hulu, o Prime Video) o revistes i diaris en línia, entre d'altres.
El contingut de la Deep Web es pot localitzar i accedir mitjançant una adreça URL o adreça IP directa, i és possible que es necessiti una contrasenya o un altre accés de seguretat que no són necessaris a les pàgines públiques.

## Mida
El web profund és la informació que més creix a la xarxa, i més de la meitat del seu contingut està en bases de dades. La seva qualitat és considerada 1.000 o 2.000 vegades més gran que la de la web superficial, i el 95% de la informació de el web profund és informació pública i lliure de subscripcions i tarifes.
Estimacions basades en un estudi de la Universitat de Califòrnia a Berkeley especulen que actualment en el web profund hi deu haver uns 91.000 terabytes.

## Els mite dels nivells d'Internet
Segons algunes fonts d'informació, Internet està dividit en diferents capes en les quals es realitzen diverses activitats. Com més profund és el nivell més comunes són les activitats il·legals. Aquest mite, però, és completament fals, perquè tècnicament no és possible que Internet tingui nivells.
Els nivells d'aquest mite són els següents:
- El nivell 0 és la "Common Web", on l'usuari pot accedir a través del navegador estàndard i trobar pàgines com per exemple Google, YouTube, Facebook, Twitter, Wikipedia… La majoria d'usuaris es mouen per aquest nivell.
- El nivell 1 segueix sent "Surface Web” però hi ha llocs web menys coneguts però de fàcil accés, relacionats sobretot amb continguts no aptes per a menors.
- El nivell 2, "Bergie Web", encara no és web profund, però hi ha dominis que es troben a través de buscadors independents, ja que no estan indexats en els buscadors estàndards. Es podria dir que és la capa just abans de Deep Web. Encara no cal més que el buscador de tota la vida com és Google per arribar a una web de nivell 2. El material que es troba aquí sol ser d'una procedència estranya, per exemple el fòrum 4chan.
- El nivell 3, la "Deep Web", ja és web profund. A partir d'aquests nivells fan falta certes eines per a aconseguir ser anònim, com per exemple TOR. Generalment, a l'hora de navegar per aquest nivell l'usuari s'ha de saber els URL o IP, ja que aquestes no són conegudes i només poden ser accedides si un les troba o per invitació. Els dominis d'aquest nivell estan composts per caràcters aleatoris. A les pàgines web no hi ha publicitat ni colors i es pot trobar des de pel·lícules i llibres que ja no estan a la superfície, fins a pornografia infantil, mercats de drogues i armes d'entre altres.
- El nivell 4, "Charter Web", està definit a alguns portals web com a molt perillós i alguns inclús diuen que als nivells anteriors s'hi pot accedir sense gaires problemes amb un bon proxy i detector d'intrusos, però en aquest nivell no és suficient. Es comenta que està plagat de hackers, veritables pirates informàtics relacionats amb robatoris i malversació de dades. A més a més, s'hi poden trobar pàgines fortament encriptades dels governs, des d'on es creu que podrien haver sortit alguns dels documents que s'han filtrat els últims temps. També s'hi poden trobar coses tant macabres com expedients de possibles experiments humans de les últimes quatre dècades. Es diu que aquest nivell conté documents obscurs com la “Llei dels 13”, experiments de la Segona Guerra Mundial i la localització de l'Atlantis.
- El nivell 5, "Marianas Web", a partir d'aquí, la informació ja comença a disminuir a causa de la dificultat d'accés, però la majoria de fonts apunten al fet que en aquest nivell abunda el que es refereix al servei militar; secrets, bases, organitzacions i tècniques secretes militars o del govern són exposades i tractades aquí.
- El nivell 6, "?", no hi ha informació específica d'aquest nivell i és bàsicament una de les dues barreres de seguretat que estan per bloquejar l'accés a l'últim nivell. Només hackers professionals sobrepassen aquest nivell.[8]
- El nivell 7, "The Fog/ Virus Soup", és la segona barrera de seguretat. L'única cosa diferent de l'anterior és que aquesta, en lloc de ser una barrera de codis automàtics, són una gran organització de hackers que impedeixen el pas a l'últim nivell per tal d'evitar problemes majors. Es defineix com una zona de guerra entre usuaris que impedeixen el pas i els que volen accedir al nivell 8.
- Per acabar, el nivell 8, "The Primarch System", és el control absolut d'Internet. Cap govern hi ha arribat, i ningú sap exactament el que és. En teoria es pot controlar i fer servir qualsevol part d'Internet.[9]

### La impossibilitat que hi hagi nivells a Internet
Per raons de lògica i tecnologia, no existeixen diferents “nivells” cada cop més perillosos i difícils d'accedir a la Deep Web. Els tres primers “nivells” són part del Web de superfície i és cert que pàgines com 4chan tenen continguts més extrems que altres, però no vol dir que estigui més profunda, perquè es pot accedir perfectament des de Google.
El més semblant a les diferents capes que poden hi poden haver, són les diferents xarxes d'anonimat, és a dir, les darknets: I2P, Freenet i ZeroNet són diferents programes que permeten navegar anònimament d'una manera diferent de TOR, però això no vol dir que et portin a les capes més “profundes”. És probable que molta gent confongui aquest anonimat i cregui que és el mateix que anar més endins.
Es podria considerar que el nivell més profund són les xarxes que tenen un accés molt restringit, com les d'agències del govern (NSA, CIA, FBI) o de l'exèrcit. Alguns exemples són SIPRNet, GWAN o NSANET i tècnicament no formen part d'Internet. Es podria dir que és l'equivalent real de la “Marianas Web”, a causa de la informació classificada i privada que contenen, com per exemple els documents oficials filtrats a WikiLeaks. També formen part d'aquest grup les xarxes privades que utilitzen moltes empreses i grans corporacions.

## Qui l'utilitza?
El web profund pot ser utilitzat per a cometre activitats delictives, de manera que la seva adreça IP no és rastrejable i no es pot descobrir la seva localització física. Així també persones que volen protegir les seves comunicacions del govern, o reveladors d'informació que volen compartir grans quantitats d'informació interna a un periodista sense deixar rastre. Dissidents de règims estrictes que necessiten l'anonimat si volen estar segurs i donar a conèixer al món el que està passant veritablement al seu país.
A més a més, hi hauria institucions governamentals o grans empreses i multinacionals que volen guardar la seva informació i dades sense que ningú pugui accedir-hi. I per tant, també hi haurà hackers especialitzats en robar informació "Top Secret" per a poder vendre-la a la competència, per exemple.

## Continguts

### Motors de cerca
Encara que s'entri a la Dark Web mitjançant una darknet, cercadors com Google no són segurs. A més, aquests no serveixen per buscar pàgines ocultes. Per això existeixen diversos motors de cerca creats especialment per navegar per la Dark Web, encara que molts d'ells també tenen indexades les pàgines de la Surface Web:
1. Torch: per ser un dels primers que es van crear, és dels més utilitzats i probablement el més gran, amb més d'un milió de pàgines indexades. El seu nom prové de la barreja entre “Tor” i “search”.
2. DuckDuckGo: amb el seu disseny simple i fàcil d'utilitzar, és molt similar a Google, excepte que no guarda un historial de les teves cerques. Té l'opció de personalitzar-lo per millorar l'experiència d'usuari.[12]
3. Not Evil: el que diferencia aquest cercador dels altres és que no té publicitat. Està completament fundat a partir de les contribucions i donacions de les persones que l'utilitzen. És molt senzill, i molt eficient quant a resultats.
4. ParaZite: proporciona una manera més divertida de navegar per la Deep Web. A part del cercador bàsic, també té una opció que et porta a una pàgina aleatòria, com el botó “Feeling Lucky” de Google, excepte que aquest pot portar a webs més diverses, des de mercats negres fins a articles científics.
5. Grams: està específicament dissenyat per buscar drogues d'una manera ràpida i simple, ja que mostra tots els resultats dels narcòtics que estan disponibles per comprar a totes les pàgines que els venen.[13]

### The Hidden Wiki
The Hidden Wiki és una enciclopèdia similar a Wikipedia que es troba a la Deep Web i s'utilitza com a directori d'enllaços per accedir a diferents pàgines de domini .onion, només accessibles a través de TOR. És un servei mantingut per la comunitat que tothom pot editar anònimament.
La Hidden Wiki està estructurada en enllaços segons diverses categories. Està organitzada en 6 grans nivells:
- Motors de cerca ocults. Estan agrupats els enllaços dels programes més utilitzats per navegar per la Deep Web. També conté alguns arxius que permeten descarregar el contingut que trobaràs als següents nivells.
- Bitcoin. El bitcoin és la moneda que s'utilitza a la Deep Web, i a la Hidden Wiki hi ha un apartat creat per a la seva obtenció, distribució i venda.
- El Mercat Negre. Aquest apartat ocupa la gran majoria de la Wiki Oculta amb enllaços que abasten des de drogues o carnets d'identitats falsos fins a coses com contractar un sicari, o la compra d'armes il·legals.
- Fòrums. En aquest apartat hi ha enllaços de les xarxes socials anònimes utilitzades a la Deep Web. Aquestes serveixen com a forma de comunicació i com un mercat obert a la negociació de tota mena de continguts il·legals.
- Política. Es basa en pàgines de conspiracions contra el govern i la creació de sectes/cultes per obtenir benefici material. En algunes es produeixen casos de suïcidi col·lectiu. També és on es troben WikiLeaks i altres webs on es filtren documents confidencials.
- Eròtic. Material pornogràfic de nens i nenes menors d'edat, sadomasoquisme, jailbait… Es produeix la compravenda i l'intercanvi d'aquest material.

### Mercats negres

#### Silk Road
Era el mercat negre de drogues en línia més gran que s'ha conegut, amb una varietat de productes immensa. La major part del tràfic es basava en: heroïna, LSD i cànnabis.
Tot i que l'FBI va tancar aquesta pàgina, el 2013, diverses revistes americanes com per exemple Forbes i Vice van alertar que tornava a estar en línia, però va ser tancada un altre cop al cap de pocs mesos.
El creador va ser un usuari amb el nom “Dread Pirate Roberts”, que finalment va ser identificat amb el seu nom real, Ross Ulbricht, i condemnat a cadena perpètua el juny de 2015.
El que provocava aquesta gran activitat comercial era la facilitat amb la qual es realitzen les compres i vendes tot i ser una pàgina il·legal. El venedor posa el seu producte en oferta, el comprador realitza la transacció amb bitcoins al compte de la web, i quan el comprador ja hagi obtingut el producte, la web enviarà el benefici al venedor, això sí, quedant-se sempre amb un percentatge. Els compradors podien deixar opinions dels comerciants i de les coses que compraven.
Tot i que els productes que venien eren majoritàriament drogues de contraban, estava completament prohibit posar en venda productes o serveis destinats a fer mal o defraudar a altres persones: armes, targetes de crèdit robades, sicaris, etc.

#### Dream Market
És un mercat negre, com el ja esmentat Silk Road, però amb diferents atributs que el fan entrar a una categoria més perillosa. El Dream Market, com el seu nom indica, és el mercat dels somnis, on una persona pot trobar tot el que desitgi.
S'estructura en un cúmul de mercats, cosa que crea una llista de productes que satisfà les necessitats de la majoria de la gent que entra a la Deep Web. Es pot arribar a trobar des dels productes més comuns, com per exemple les drogues (el 2017 es van registrar fins a 57.000 varietats de drogues i 4.000 varietats d'opi), fins a paquets on hi ha documents classificats, memòria robada d'un altre ordinador, i fins i tot el disc dur d'alguna corporació o d'un polític.
Al principi Dream Market, junt amb AlphaBay i Hansa, eren els tres grans mercats de la Deep Web, però l'any 2017, gràcies a l'operació multinacional anomenada “Operation Bayonet”, es van aconseguir tancar AlphaBay i Hansa, fent que els usuaris d'aquests dos mercats es registressin a Dream Market, creant el mercat més important de la Deep Web després de Silk Road, i que encara està en funcionament.

### Pornografia infantil
Un registre de l'activitat a la Deep Web va mostrar com la pornografia de menors és el contingut més demandat i visitat. Tot i això, la pornografia infantil només representa un 2,75% del material que circula per la Deep Web. El percentatge més gran el té el consum de drogues, amb un 15,4%, seguit dels bitcoins amb un 9%. Els continguts amb material pornogràfic són molt més complicats de detectar i eliminar a causa d'un codi automàtic que permet a la pàgina on es troba el vídeo tancar-se durant un període i reiniciar-se per tal de romandre oculta i fer veure que la pàgina no existeix durant aquell període determinat. Les tres pàgines més importants, que ja han sigut tancades, són:
- Playpen: Es va crear l'any 2014 i va durar sis mesos en línia. Durant aquest temps va recollir més de 215.000 usuaris i 23.000 fotografies i vídeos. L'operació que va dur a terme l'FBI per tancar aquesta pàgina va consistir a deixar-la operativa durant dues setmanes i utilitzar un programari maliciós per revelar les identitats dels usuaris. Es va arrestar a 900 persones i, el creador, Steven Chase, va ser sentenciat a 30 anys a la presó.[22]
- Lolita City: Es va crear el novembre de 2010 i es va tancar el 2013, amb 14.994 usuaris. Com altres pàgines de pornografia adulta, promocionava diferents models que els fans podien seguir. Aquests incloïen tant nadons de menys d'un any com nois i noies de 17 anys. Va arribar a contenir 1.400.000 fotografies, fetes per professionals i aficionats. Abans que la policia trobés i tanqués la pàgina, el grup Anonymous va publicar els noms de milers de membres de Lolita City i va aconseguir que estigués fora de servei durant un temps.[23][24]

- Child's Play: Aquesta és la més recent, operativa durat un any i mig fins al setembre de 2017. Va ser creada perquè els membres d'un fòrum de tema similar van tenir por que no fos gaire segur, buscant una millor alternativa. El creador, Benjamin Faulkner, va ser detingut després de sis mesos.[25] La pàgina va passar a ser propietat de la policia Australiana, fent-se passar per Faulkner, cosa que va ser molt criticada per diverses organitzacions, ja que havien de seguir penjant material per no provocar sospites.[26]

### Snuff Films
Les snuff films són pel·lícules on suposadament es pot veure l'assassinat d'una persona o el seu suïcidi. No sempre tenen un propòsit material, moltes vegades aquestes pel·lícules circulen per la Deep Web per pur entreteniment de les persones que les busquen.
Les snuff films que circulen avui dia per Internet són totes falses. Les que semblen verdaderes, en ser un contingut tan explícit, són de gran prioritat per les autoritats i són retirades immediatament. Tots els vídeos examinats per la policia resulten ser falsos, encara que alguns semblin molt realistes. Els dos exemples amb més controvèrsia són:
- The Guinea Pig. Aquesta era només una de les pel·lícules que formaven una sèrie japonesa que es deia “Mermaid in a Manhole”. Mostrava homes amb màscares de porc assassinant un seguit de persones, i va inspirar a l'assassí en sèrie japonès, Tsutomu Miyazaki, a fer els seus crims.
- Cannibal Holocaust. Va estar en discussió el fet si era verdadera o no durant cinc anys fins que, finalment, es va denunciar el seu contingut. Els actors que morien a la pel·lícula van aparèixer al judici i els càrrecs van ser retirats. No obstant això, a causa del material tan explícit que contenia, va ser retirada en cinquanta països. La pel·lícula mostrava l'execució de quatre animals i tres persones, i ha sigut nomenada una de les vint obres amb més polèmica del segle.

### Red Rooms
Les red rooms són un mite persistent sobre la Dark Web. Es tracta de la versió moderna de les snuff films, una transmissió en viu on es tortura i es mata a una persona per l'entreteniment dels usuaris, que paguen per veure-ho. A vegades aquests també poden interactuar enviant instruccions d'allò que volen veure.
La raó més important per la qual queda clar que les red rooms no existeixen, és el simple fet que és gairebé impossible transmetre un vídeo en directe mitjançant TOR, I2P, Freenet o altres darknets. Per tant, un servei com aquest seria impossible de realitzar i treure'n profit. Però, encara que fos possible, la qualitat de vídeo seria molt baixa i es congelaria la imatge cada pocs segons.
Hi ha hagut diverses pàgines .onion que prometien invitacions a una d'aquestes sales, i aquí és on està l'engany. Per ser acceptat, primer havies de pagar amb Bitcoin, i després els propietaris t'enviaven les eines necessàries per veure la transmissió. En el millor dels casos només perdries els teus diners, però també era molt probable que les “eines” que enviaven estiguessin plenes de virus. També hi ha una petita probabilitat que la pàgina la controlés una agència del govern, posant en una llista de sospitosos a qualsevol que pagués per entrar.
La més famosa va ser l'ISIS Red Room, on suposadament es torturaven terroristes capturats. La seva pàgina anunciava que el dissabte 29 a les 10 del matí començaria una transmissió gratuïta per als visitants, pagada per una “organització interessada”. Algunes frases del seu missatge deien:
“Espereu jocs divertits, entreteniment i tortura com hem promès. Tot interactiu. Encara totalment gratuït. La primera hora la farem apta per tota la família, i us avisarem abans que les coses es tornin violentes.”
“No pararem sota cap circumstància, la tortura HA DE convertir-se en mort”
També parlaven sobre com vendrien a tres dels terroristes com esclaus i que ho documentarien tot. Deien que convertirien els gihadistes en “estrelles de cinema”, que era part del seu contracte no opcional amb ells. Tot això ho signaven com a grup amb el nom d'“Enemics de l'Estat Islàmic”.
Minuts abans de començar la transmissió en directe, la pàgina va desaparèixer. Una hora després, es va tornar a obrir. Hi havia un nou missatge que donava les gràcies per participar com si tot hagués passat de veritat. També hi havia un enllaç per descarregar la primera part del vídeo, de 21 minuts, on cada cop que estan a punt de castigar el suposat gihadista, es congela la imatge.

### Assassins a sou
Durant els anys han anat apareixent diverses pàgines que prometen ser assassins a sou, i que per una suma de diners, poden matar a qualsevol persona que el client demani. Tot i que els mitjans de comunicació han propagat el rumor que això és legítim, els especialistes asseguren que les persones darrere d'aquestes pàgines només busquen estafar grans sumes de Bitcoin.
Un dels casos més importants va ser Besa Mafia, oberta el 2016. Els propietaris deien ser membres de la màfia albanesa, amb treballadors als Estats Units, Canadà i Europa. Tot i que el disseny i els missatges de la pàgina semblaven fets per aficionats, molta gent va creure el que deien i es van començar a publicar missatges a diferents xarxes socials de persones que suposadament havien contractat a Besa Mafia.
A partir del 10 d'abril, però, van aparèixer tres vídeos diferents on es cremaven cotxes. Anaven dirigits, com una forma d'amenaça, a tres persones que intentaven demostrar la il·legitimitat de Besa Mafia, i tots anaven signats per un membre d'aquesta. Més tard es va revelar que els cotxes els va cremar una persona, Thcjohn, com a prova per demostrar que realment volia ser part de la màfia. Ell també va ser estafat. Besa Mafia va prometre pagar-li pels tres cops que ho va fer, però només li van pagar 300$ pel primer.
El 25 d'abril, un membre de Hidden Answers, una pàgina semblant a Quora però sense censura, va hackejar Besa Mafia i va publicar tres documents: un amb els milers de correus electrònics enviats i rebuts de besa@sigaint.org, i dos més amb instruccions dels clients, transaccions, i els noms dels objectius. El que aquests informes demostraven era que la pàgina era un frau, però també que hi ha gent realment disposada a pagar per assassinar algú a través d'Internet.
L'estafa estava, en general, ben realitzada. S'enviaven actualitzacions sobre el procés a totes aquelles persones que havien pagat Bitcoin i feien veure que havien tingut problemes per completar l'assassinat per treure encara més diners. En els documents filtrats es pot veure com van estafar 13.000 dòlars a una dona que volia matar a l'amant del seu marit.
Tot i haver robat milers de dòlars a diverses persones, mai van tenir intenció de fer mal a ningú. Quan un usuari es va oferir per filtrar els documents privats dels administradors de Hidden Answers, Besa Mafia es va negar. Tampoc van acceptar els diners d'una dona que semblava desesperada per utilitzar el seu servei de préstecs (que també era una estafa), ni els d'una noia de disset anys que volia matar els dos nois que la van violar.

## LaDark Web

Xarxa Tor

Els termes Dark Web i Deep Web s'utilitzen sovint de manera incorrecta o com a sinònims, però la realitat és que la Dark Web és una petita porció de la Deep Web. És un fragment molt reduït d'Internet, no passa de l'1% del contingut de la web invisible. Aquesta part de la web està intencionadament oculta dels motors de cerca convencionals, i només s'hi pot accedir mitjançant programes informàtics específics.
Els diferents programaris que permeten navegar per la Dark Web s'anomenen darknets.

### Accés a través de lesdarknets
Tot i que els motors de cerca tradicionals no arriben al web profund, qualsevol usuari pot accedir-hi.
Les darknets són aquelles xarxes independents que oculten les pàgines de la Dark Web, fent que siguin accessibles únicament a través d'aquests programes. Són una forma de mantenir l'anonimat a Internet, amagant l'adreça IP, la ubicació i l'activitat que està utilitzant la xarxa.
La darknet més coneguda pel públic general és TOR (The Onion Router), però també són molt populars altres com Freenet, I2P o Zeronet. També existeixen les xarxes Friend-to-friend que permeten a dues persones comunicar-se directament entre elles i que no són accessibles per a cap altre usuari. Tot i que sembla un concepte complicat que només els experts podrien utilitzar, la majoria d'aquests programes són molt fàcils de trobar i qualsevol els pot començar a fer servir en pocs minuts amb l'ajuda d'un tutorial.
Cada un d'aquests programes amaguen una part diferent de la Dark Web, és a dir, no es pot entrar a pàgines protegides per I2P a través del navegador TOR, ja que són independents l'un de l'altre.

#### TOR (The Onioin Router)
TOR Project és una iniciativa que busca donar anonimat als seus usuaris quan naveguen per Internet, de forma totalment gratuïta, ja que el mantenen persones voluntàries i es financen mitjançant donacions. Poder moure's anònimament per la xarxa no està pensat per a cometre delictes, sinó per garantir la seguretat de les dades privades dels que l'utilitzen.
Té més de dos milions i mig d'usuaris, entre els quals es troben tota mena de persones: periodistes, ciutadans de països amb censura, gent que vol evitar ser localitzada, els que volen evitar que les empreses venguin les seves dades, etc.
El seu funcionament es basa a enviar la informació que emet el nostre ordinador en forma de missatges encriptats a diferents nodes (qualsevol dispositiu informàtic) de forma aleatòria. Aquests nodes no poden desxifrar el missatge, només saben que l'han d'enviar a un altre node. Per tant, la informació no arriba de forma lineal d'un punt a un altre sinó de manera fragmentada i xifrada, dificultant que es pugui rastrejar el punt de partida. Tot i això, avui en dia és molt difícil navegar per la xarxa de forma completament anònima. TOR, en ser tan popular, és molt vigilat per les agències del govern.
Tor permet als usuaris entrar a pàgines amb el domini “.onion”, que formen part de la Dark Web. Les direccions amb aquest domini són una combinació de 16 números, del 2 al 7, i lletres que es configuren automàticament. Un exemple seria l'URL de The Hidden Wiki: {{format ref}} http://kpvz7ki2v5agwt35.onion
Aquest projecte, originàriament, el van crear Roger Dingledine, Nick Mathewson i Paul Syverson amb l'ajuda del Laboratori d'Investigació_Naval_dels_Estats_Units l'any 2003. El volien fer servir per ajudar al servei militar a navegar sense ser identificats.
Només és segur utilitzar el navegador propi de TOR, altres com Chrome o Firefox no seran anònims encara que estigui descarregat el programa.

#### Altres darknets
Tot i que TOR és la més coneguda, hi ha altres navegadors que tenen un nivell més alt de seguretat o simplement que s'adapten millor a les peticions de l'usuari:
- I2P: és una xarxa peer-to-peer (P2P) que vol dir d'igual a igual (no requereix un servidor central per distribuir les dades), i funciona com TOR, és a dir, és una alternativa completa però també més ràpida.
- Freenet: també és una xarxa P2P semblant a I2P, que s'utilitza amb el propòsit de navegar lliurement per pàgines censurades.
- Freepto: és un sistema operatiu basat en Linux que s'utilitza connectant un USB a l'ordinador. Les dades que hi guardis s'encriptaran automàticament. És una eina de molta utilitat pels activistes socials, ja que es poden comunicar de forma fàcil i segura.
- JonDo Live-CD: utilitza el sistema operatiu Debian GNU/Linux i ja ve amb diversos programes d'anonimat per protegir les comunicacions: JonDonym, TOR i Mixmaster. També inclou el seu propi navegador, JonDoFox, i el de TOR, TorBrowser. Aquests contenen Thunderbird per protegir els correus electrònics, Pidgin per missatges instantanis privats, MAT per netejar documents, i moltes altres aplicacions.
- Tox: no és un substitut complet de TOR i no és tan senzill d'utilitzar, però inclou serveis de missatgeria instantània, siguin de text, trucades o vídeo conferències.
- IprediaOS: és un sistema operatiu basat en Linux, estable i ràpid. Tot el tràfic s'encripta immediatament. Té moltes aplicacions disponibles, i de tota mena: correu electrònic, BitTorrent (per descarregar arxius), xat IRC (on qualsevol persona connectada a un canal pot parlar amb els altres usuaris connectats a aquell canal, encara que no hagin tingut mai cap classe de contacte), entre d'altres.

## Precaucions
Per navegar per la Deep Web s'han de tenir en compte les següents precaucions:
- No utilitzar TOR amb Windows. Entrar en la xarxa TOR utilitzant el sistema operatiu Windows pot causar molts problemes perquè no és segur, un sistema operatiu com Linux és més eficaç. En ser menys popular que Windows, molts virus no estaran preparats per atacar Linux.
- No donar dades personals. Mai s'han de publicar dades personals com el número de telèfon, targeta de crèdit, nom complet… El fet de ser una web oculta no vol dir que es tignui més protecció si s'utilitza inadequadament.
- No entrar a pàgines personals. Ja siguin xarxes socials (Facebook, Instagram, Twitter…) o comptes personals com el propi compte bancari. Les pàgines amb informació sobre un mateix o contrasenyes s'han d'evitar, ja que es podria rastrejar l'adreça IP i identificar a l'usuari.
- No tenir activades les eines privilegiades. La Deep Web no és capaç d'ocultar les eines Javascript, Java i Adobe Flash, ja que tenen certs privilegis a l'ordinador que poden ajudar a que es descobreixi la identitat de l'usuari.